# 대구 동대사 고려불경 일괄
대구 동대사 고려불경 일괄(大邱 東大寺 高麗佛經 一括)은 대구광역시 수성구 동대사에 있는 고려시대의 불경이다. 2012년 1월 30일 대구광역시의 유형문화재 제63호로 지정되었다.

## 세부 내역

### 대방광불화엄경 권12
대방광불화엄경 권12(大方廣佛華嚴經 卷12)은 권수의 일부가 낙장되었지만 권말의 축까지 완전하며 권말에는 음의(音義)가 있는 점에서 재조대장경 조성 당시의 국내본에 대한 이해에 보충적 자료로서 충분한 가치를 가지는 것으로 평가된다.

### 대방광불화엄경 권43
대방광불화엄경 권43(大方廣佛華嚴經 卷43)은 권수의 일부가 낙장되었지만 전체적으로 권말까지의 보존 상태가 양호하며 사경체가 가미된 필체로 간행시기가 11~12세기경으로 추정되는 책으로 불교사, 서지사, 서예사 등의 중요한 자료로 보존 및 활용의 가치가 있다고 평가된다.

### 일승법계도
일승법계도(一乘法界圖)은 의상의 중요 저술이라는 점과 서체와 형태면에서 12~13세기의 간행물이라는 점에서 중요하며, 당시의 인쇄문화와 서체, 간행사실 확인의 참고 자료가 될 것으로 평가된다.

### 불설치성광대위덕금륜왕소재길상다라니경
불설치성광대위덕금륜왕소재길상다라니경(佛說熾盛光大威德金輪王消災吉祥陀羅尼經)은 권말에 김숙룡(金叔龍)이 국왕과 진강공(晉康公) 최충헌의 장수를 기원하기 위하여 정우(貞祐) 4년(1216) 병자(丙子) 8월에 간행하였음을 밝히는 발원문이 있어 불교사, 서지사 측면에서 중요한 자료가 되며 당시의 사상사를 보충하는 기록이 될 것으로 평가된다.

## 같이 보기
- 동대사

## 참고 자료
- 대구 동대사 고려불경 일괄 - 국가유산청 국가유산포털